# 地獄の再審請求 -LIVE BLACK MASS武道館-
『地獄の再審請求 -LIVE BLACK MASS武道館-』（じごくのさいしんせいきゅう ライブ・ブラック・マス ぶどうかん）は、聖飢魔IIの第三十二教典でD.C.18年（2016年）10月26日に発布された、ミサ教典（ライブ盤）としてはD.C.18年（2016年）7月27日発布の『続・全席死刑 -LIVE BLACK MASS 大阪-』以来11枚目となる大教典。

## 概要
2015年に地球デビュー30周年を迎えた聖飢魔IIは期間限定再集結し、『全席死刑 TOUR』と『続・全席死刑 TOUR』の2種類のミサツアーを行った。
その後、期間限定再集結のファイナル公演として日本武道館で開催した『聖飢魔II ～地球デビュー30周年記念・期間限定再集結・大黒ミサ FINAL～ 地獄の再審請求』の2月19日に行った「控訴」、2月20日に行った「上告」の模様を収録。
初回盤はデジパック仕様となっている。

## 収録曲

### DISC 1
1. 審問官出廷(控訴審)
2. 聖飢魔IIミサ曲 第II番「創世紀」
3. THE END OF THE CENTURY
4. DEMON'S NIGHT
5. TALK-1 罪状認否(抜粋。控訴審)～命乞い
6. 悪魔の讃美歌
7. JACK THE RIPPER
8. 求刑(次の曲の前口上)
9. 蠟人形の館
10. 怪奇植物
11. FIRE AFTER FIRE
12. 休廷の宣(控訴審)
13. TALK-2 被告人達の「心の叫び」
「悪魔組曲 作品666番 変二短調」
14. 序曲: 心の叫び～ 第一楽章: STORMY NIGHT
15. 第二楽章: 悪魔の穴
16. 第三楽章: KILL THE KING GHIDRAH
17. 第四楽章: DEAD SYMPHONY

### DISC 2
1. 審問官出廷(上告審)
2. 聖飢魔II ミサ曲 第II番「創世紀」
3. 地獄の皇太子
4. TALK-3 冒頭手続(抜粋)
5. アダムの林檎
6. TALK-4 弁論(抜粋。乳首の話・其の四)
7. 秘密の花園
8. MASQUERADE
9. 上告審の再開
10. GO AHEAD!
11. OVERTURE～WINNER!
12. TALK-4 裁判員評議より、認知症予防のinitiation(抜粋)
13. BAD AGAIN 〜美しき反逆〜
14. Brand New Song
15. TALK-5 最終陳述
16. EL. DORADO

## 関連活動絵巻教典（DVD/Blu-ray）
- 地獄の再審請求 -LIVE BLACK MASS 武道館- (D.C.18年(2016年)11月23日発布)

## 演奏者（ブックレット上の表記に準ずる）
- H.E. DEMON KAKKA - Vocals & Chairman
- S.G. LUKE TAKAMURA - Guitars & Background Vocals
- E.M. JAIL O'HASHI - Guitars & Background Vocals
- H.H. RAIDEN YUZAWA - Drums
- Dr. XENON ISHIKAWA - Bass
- KAIJIN MATSUZAKI SAMA - Keyboards & Backingground Vocals